# Дети шпионов (серия фильмов)
«Дети шпионов» (англ. Spy Kids) — американская медиафраншиза, придуманная, поставленная и спродюсированная режиссёром Робертом Родригесом. В центре сюжета — дети, которые узнают, что их родители — секретные агенты, и сами становятся ими, работая в организации «OSS». Помимо пяти фильмов франшиза включает в себя книги, комиксы, видеоигры и мультсериал.
«Дети шпионов» существуют в одной вселенной с фильмами «Приключения Шаркбоя и Лавы» и «Мы можем быть героями». Мачете, дядя главных героев, обзавёлся двумя спин-оффами: «Мачете» и «Мачете убивает». В отличие от «Детей шпионов», фильмы о Мачете ориентированы на взрослую аудиторию, а их события разворачиваются в альтернативной вселенной.

## Фильмы

### Дети шпионов 4D: Армагеддон(2011)
Дети шпионов 4D:Армагеддон

### Будущее 2022
В январе 2021 года было объявлено, что Skydance Media и Spyglass Media Group разрабатывают перезапуск франшизы, и Роберт Родригес вернётся для съёмок и руководства. Сообщается, что фильм будет рассказывать о многонациональной семье.

## Телевидение
| Сериалы                          | Сезоны | Эпизоды | Первый релиз   | Заключительный релиз | Шоураннер(ы) | Сеть    |
| -------------------------------- | ------ | ------- | -------------- | -------------------- | ------------ | ------- |
| Дети шпионов: Критическая миссия | 2      | 20      | 20 апреля 2018 | 30 ноября 2018       | TBA          | Netflix |

### Дети шпионов: Критическая миссия (2018)
16 июня 2016 года Netflix, совместно с компанией The Weinstein Company объявили о разработке телевизионного мультсериала под названием Дети шпионов: Критическая миссия, премьера которого должна состоятся в 2018 году. Первый сезон будет состоять из 26 эпизодов.

## Актёры и персонажи
| Персонаж                 | Фильм            | Фильм                     | Фильм              | Фильм           |
| Персонаж                 | Дети шпионов     | Остров несбывшихся надежд | Игра окончена      | Дети шпионов 4D |
| ------------------------ | ---------------- | ------------------------- | ------------------ | --------------- |
| Кармен Кортес            | Алекса Вега      | Алекса Вега               | Алекса Вега        | Алекса Вега     |
| Джуни Кортес             | Дэрил Сабара     | Дэрил Сабара              | Дэрил Сабара       | Дэрил Сабара    |
| Исидор «Мачете» Кортес   | Дэнни Трехо      | Дэнни Трехо               | Дэнни Трехо        | Дэнни Трехо     |
| Грегорио Кортес          | Антонио Бандерас | Антонио Бандерас          | Антонио Бандерас   |                 |
| Ингрид Авеллан-Кортес    | Карла Гуджино    | Карла Гуджино             | Карла Гуджино      |                 |
| Феликс Гамм              | Чич Марин        | Чич Марин                 | Чич Марин          |                 |
| Феган Флуп               | Алан Камминг     | Алан Камминг              | Алан Камминг       |                 |
| Александр Миньон         | Тони Шалуб       | Тони Шалуб                | Тони Шалуб         |                 |
| Доннагон Гигглс          | Майк Джадж       | Майк Джадж                | Майк Джадж         |                 |
| Девлин                   | Джордж Клуни     |                           | Джордж Клуни       |                 |
| Дедушка Валентин Авеллан |                  | Рикардо Монтальбан        | Рикардо Монтальбан |                 |
| Бабушка Хельга Авеллан   |                  | Холланд Тейлор            | Холланд Тейлор     |                 |
| Гэри Гигглс              |                  | Мэтт O’Лири               | Мэтт O’Лири        |                 |
| Герти Гигглс             |                  | Эмили Осмент              | Эмили Осмент       |                 |
| Ромеро                   |                  | Стив Бушеми               | Стив Бушеми        |                 |
| Динки Винкс              |                  | Билл Пэкстон              | Билл Пэкстон       |                 |
| Девочка в аквапарке      |                  |                           | Селена Гомес       |                 |
| Мистер Лисп              | Роберт Патрик    |                           |                    |                 |
| Мисс Граденко            | Тери Хэтчер      |                           |                    |                 |
| Александра               |                  | Тейлор Момсен             |                    |                 |
| Президент США            |                  | Кристофер Макдональд      |                    |                 |
| Кибергений               |                  |                           | Сильвестр Сталлоне |                 |
| Франческа «Ческа» Гигглс |                  |                           | Сальма Хайек       |                 |
| Деметра                  |                  |                           | Кортни Джайнс      |                 |
| Арнольд                  |                  |                           | Райан Пинкстон     |                 |
| Фрэнсис                  |                  |                           | Бобби Эднер        |                 |
| Рес                      |                  |                           | Роберт Вито        |                 |
| «Воин»                   |                  |                           | Элайджа Вуд        |                 |
| Ребекка                  |                  |                           |                    | Роуэн Бланчард  |
| Сесил                    |                  |                           |                    | Мейсон Кук      |
| Марисса Кортес Уилсон    |                  |                           |                    | Джессика Альба  |
| Уилбур Уилсон            |                  |                           |                    | Джоэл Макхейл   |
| Хранитель времени        |                  |                           |                    | Джереми Пивен   |

## Создатели
| Роли               | Фильмы                             | Фильмы                             | Фильмы                             | Фильмы                             |
| Роли               | Дети шпионов                       | Остров несбывшихся надежд          | Игра окончена                      | Дети шпионов 4D                    |
| ------------------ | ---------------------------------- | ---------------------------------- | ---------------------------------- | ---------------------------------- |
| Режиссёр           | Роберт Родригес                    | Роберт Родригес                    | Роберт Родригес                    | Роберт Родригес                    |
| Продюсер           | Роберт Родригес и Элизабет Авеллан | Роберт Родригес и Элизабет Авеллан | Роберт Родригес и Элизабет Авеллан | Роберт Родригес и Элизабет Авеллан |
| Сценарист          | Роберт Родригес                    | Роберт Родригес                    | Роберт Родригес                    | Роберт Родригес                    |
| Composer(s)        | Роберт Родригес и Джон Дебни       | Роберт Родригес и Джон Дебни       | Роберт Родригес                    | Роберт Родригес                    |
| Composer(s)        | Роберт Родригес и Джон Дебни       | Роберт Родригес и Джон Дебни       | Роберт Родригес                    | Карл Тиль                          |
| Editor(s)          | Роберт Родригес                    | Роберт Родригес                    | Роберт Родригес                    | Роберт Родригес                    |
| Editor(s)          | Роберт Родригес                    | Роберт Родригес                    | Роберт Родригес                    | Ребекка Родригес                   |
| Cinematographer(s) | Гильермо Наварро                   | Роберт Родригес                    | Роберт Родригес                    | Джимми Линдси и Роберт Родригес    |
| Production Company | Troublemaker Studios               | Troublemaker Studios               | Troublemaker Studios               | Troublemaker Studios               |
| Production Company | Dimension Films                    |                                    |                                    |                                    |
| Distributor(s)     | Miramax Films                      | Miramax Films                      | Miramax Films                      | The Weinstein Company              |

## Приём

### Критика
| Фильм                     | Rotten Tomatoes    | Metacritic       | CinemaScore |
| ------------------------- | ------------------ | ---------------- | ----------- |
| Дети шпионов              | 93% (123 рецензии) | 71 (27 рецензии) | A           |
| Остров несбывшихся надежд | 75% (129 рецензий) | 66 (29 рецензий) | A-          |
| Игра окончена             | 45% (140 рецензий) | 57 (30 рецензий) | B+          |
| Дети шпионов 4D           | 22% (56 рецензии)  | 37 (14 рецензии) | B+          |